# Wilhelm Meyer (Maler)

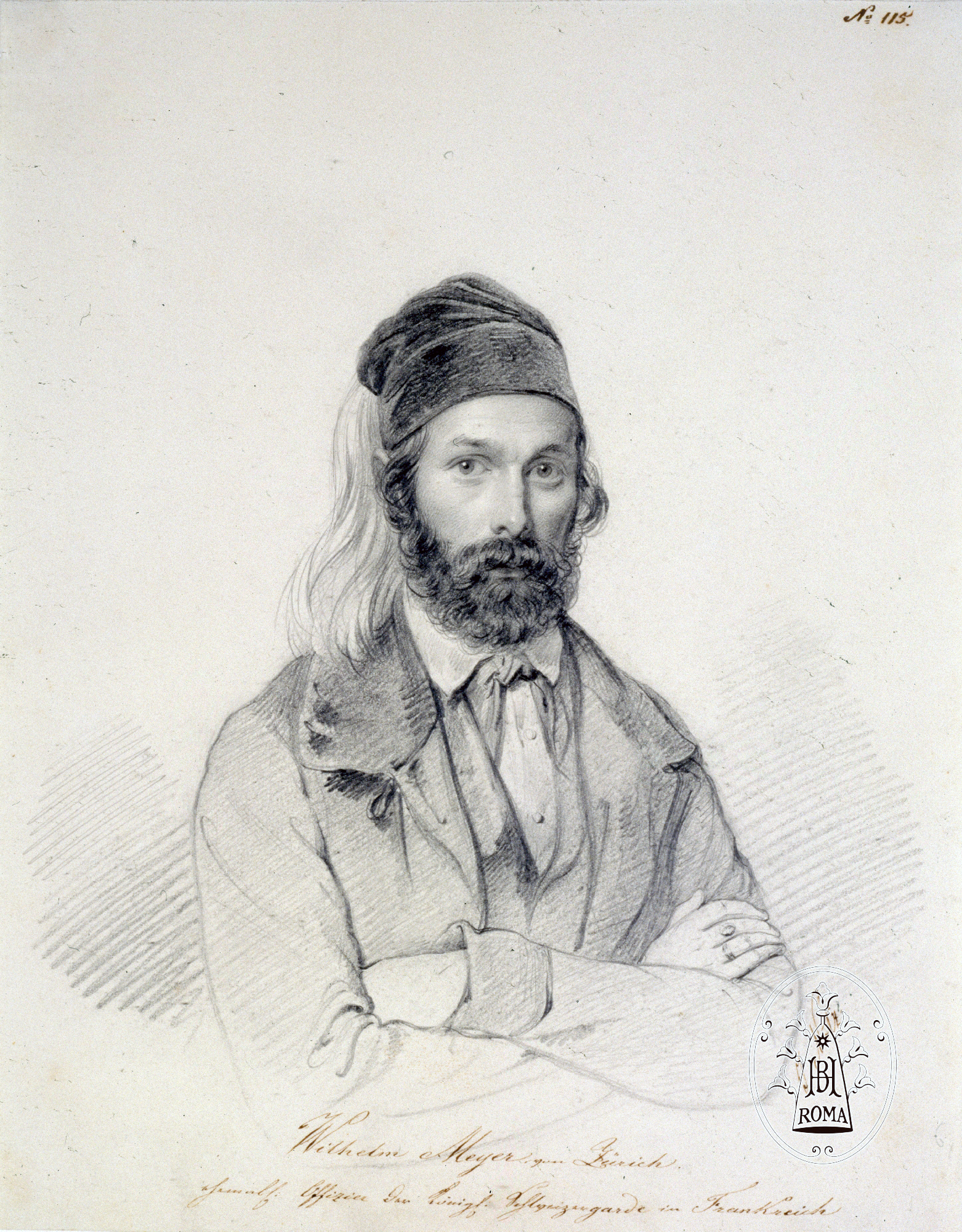
Wilhelm Meyer, gezeichnet von Johannes Notz, Rom um 1842

Wilhelm Meyer (* 4. Dezember 1806 in Zürich; † 22. Oktober 1848 ebenda) war ein Schweizer Offizier und Bühnen- und Architekturmaler.

## Leben

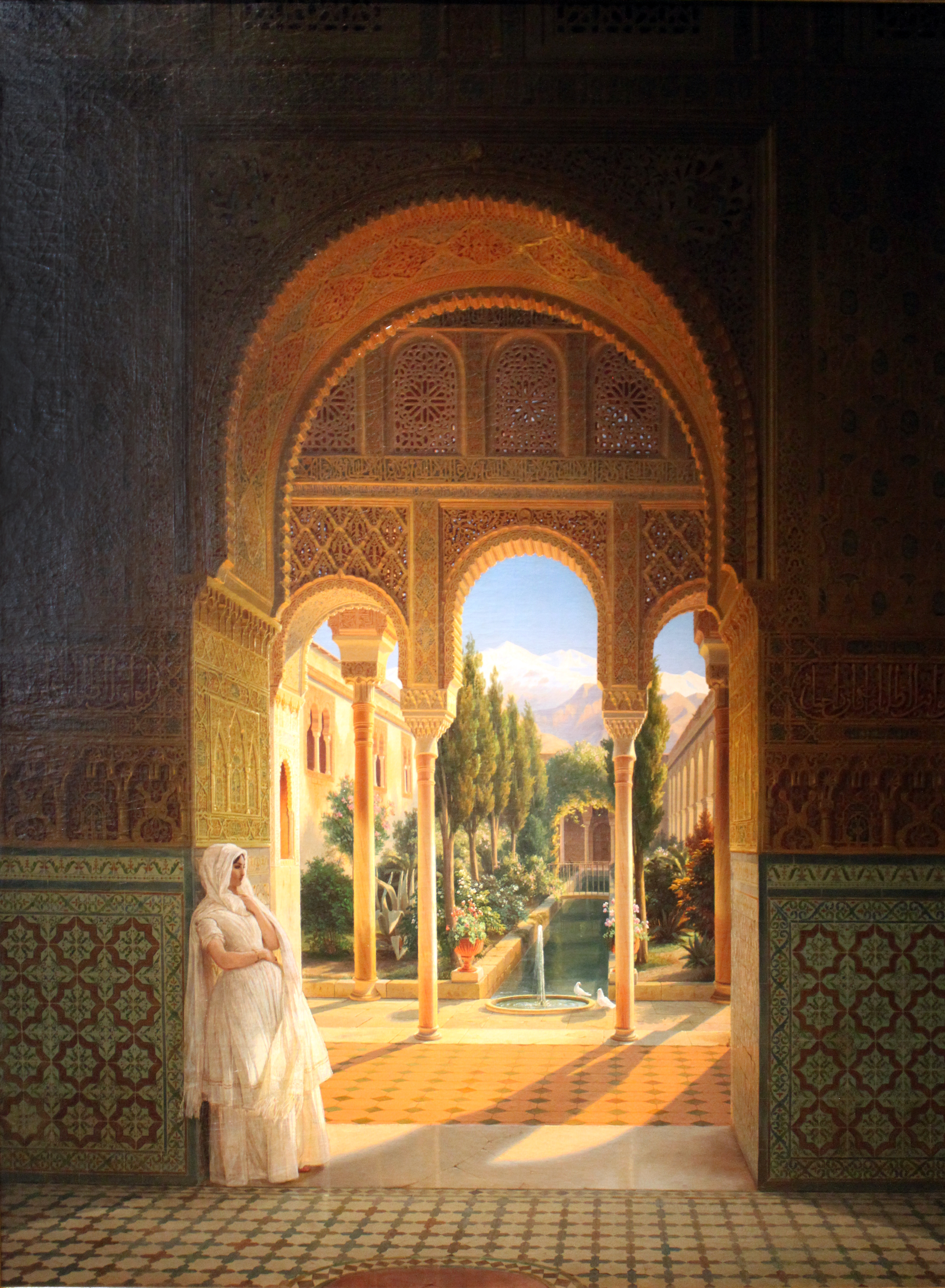
Palacio del Generalife und Patio de la Acequia neben der Alhambra in Granada, 1848

### Militär
Wilhelm Meyer wurde als Sohn des Zürcher Kaufmanns Heinrich Meyer geboren. Er folgte zunächst dem Wunsch seiner Eltern und begann eine kaufmännische Ausbildung in Zürich, allerdings bemerkte er nach kurzer Zeit, dass ihn dieser Beruf nicht zufrieden stellen würde. Er bewarb sich als Offizier bei der französischen Schweizergarde und trat Anfang 1826 eine Ausbildung zum Offizier in Paris an. Bereits nach 3 Monaten erhielt er das Offiziers-Patent im Regiment Salis. In seiner Freizeit interessierte er sich für die Malerei und konnte in einem Atelier eines Pariser Künstlers Zeichnen und Malen erlernen.
Vier Jahre später kam es in Paris zur Julirevolution von 1830. Dies führte dazu, dass er zu dem Zeitpunkt als Chef der Turnschule in Saint-Cloud, sich mit der Schweizergarde als Leibgarde des Königs Karl X. an den Strassenkämpfen beteiligen musste. Als der König floh, begleitete die Schweizergarde mit Wilhelm Meyer diesen nach Rambouillet. Aufgrund der veränderten politischen Situation in Frankreich verlegte man die Schweizergarde zurück in die Schweiz und Wilhelm Meyer kam in Basel als Aide-major in das Bataillon Landolt. 1832 kündigte er seinen Dienst bei der Schweizergarde und wählte den Berufsweg eines Künstlers.

### Künstlerisches Wirken
1832 wanderte er nach München, um sich bei Simon Quaglio als Lehrling für Theaterdekorationsmalerei ausbilden zu lassen, wobei dieser Wilhelm Meyer auch in der Architekturmalerei ausbildete und einen prägenden Einfluss auf die Kenntnis Wilhelm Meyers über die Perspektive hatte. 1831/1832, zum Ende seiner Lehrzeit, erhielt Simon Quaglio den Auftrag, die Dekorationen für das neuerbaute Theater in Zürich zu entwerfen und Wilhelm Meyer hatte an diesen Arbeiten einen bedeutenden Anteil. Im März 1834 endete die Lehrzeit und er erhielt von seinem Simon Quaglio ein sehr gutes Zeugnis ausgestellt.
Nach der Ausbildung wurde er 1834 als Dekorationsmaler an das Stadttheater am Lorenzer Platz nach Nürnberg berufen, dort erhielt er u. a. auch Besuch von dem Schweizer Architekten Gustav Albert Wegmann. Nach einer schweren Erkrankung, bei der ihm sein Bruder Franz pflegend zur Seite stand, kehrte er im April 1835 wieder nach Zürich zurück, um sich dort weiter zu erholen. In den nächsten Jahren war er als Dekorationsmaler am Theater in Zürich tätig, zusätzlich verrichtete er Dekorationsarbeiten an den Bühnen von Bern, Luzern und Mannheim. Um sich zukünftig nicht mehr den körperlichen Strapazen der Bühnenmalerei zu unterziehen, entschloss er sich, sich nur noch der Architekturmalerei zu widmen.

#### Italien
Aufgrund seiner angegriffenen Gesundheit, aber auch aus künstlerischen Gründen reiste er im Frühjahr 1842 über München durch Tirol nach Triest. Während des Aufenthaltes dort unternahm er einen Abstecher nach Görz an den Hof der vertriebenen Bourbonen. Durch Empfehlungsschreiben und in seiner Eigenschaft als ehemaliger Gardeoffizier der Schweizergarde, erhielt er Kontakt zum Herzog von Angoulême und Henri d’Artois, Herzog von Bordeaux, bei denen er Aufnahme fand und die ihm weitere Empfehlungen ausstellten. Er reiste weiter nach Venedig, dort machte er die Bekanntschaft mit den Künstlern Aurèle Robert und dem Dichter Heinrich Wilhelm Stieglitz. Von da aus setzte er seine Reise nach Ferrara und Bologna bis nach Ravenna fort. Mitte Juni 1842 kam er in Rom an, aber aufgrund des dortigen Sommerklimas hielt er sich jedoch nur kurze Zeit in der Stadt auf und reist weiter nach Neapel und setzte am 8. Juli 1842 nach Palermo über. Dieser erste Aufenthalt in Palermo dauerte vier Monate, eine Bleibe fand er bei seinem Landsmann Heinrich Hirzel, der Bücher über Italien verfasste. Im Spätherbst 1842 kehrte Wilhelm Meyer nach Rom zurück, dort blieb er bis Mai 1843, dann unternahm er gemeinsam mit der Familie Rougemont aus dem Kanton Neuenburg eine Reise um Sizilien herum nach Malta, hierzu ging die Reise von Palermo über Messina nach Catania und Syrakus und dann wieder zurück nach Palermo. Dort erhielt er im Juli 1844 Besuch vom Bayrischen König Ludwig I., der ihn in seinem Atelier besuchte und ein Bild kaufte. Anschliessend fuhr Wilhelm Meyer nach Venedig, um dort weitere Malstudien zu betreiben, den Herbst verbrachte er in Florenz und von da aus fuhr er wieder nach Rom.

#### Spanien
Im Frühjahr 1845 fasste er den Entschluss, eine Reise nach Spanien zu unternehmen, und reiste im Juli 1845 von Rom über Marseille, Barcelona und Málaga nach Granada; dort zeichnete und malte er in der Alhambra mehrere Tage, bevor er nach Gibraltar weiterreiste. In Córdoba besichtigte er die ehemalige Moschee Mezquita-Catedral de Córdoba aus dem 8. Jahrhundert. Von da aus reiste er nach Madrid und unternahm einen Ausflug nach Toledo.

#### Frankreich
Im April 1846 kam er in Paris an und entschloss sich, dort dauerhaft zu bleiben. Er hatte sich inzwischen einen Ruf als Maler erworben und verkaufte u. a. mehrere Gemälde an den Herzog von Monpensier. Auch der König von Württemberg, Wilhelm I., sandte einen Gesandtschaftssekretär, der ihm Aufträge übermittelte. Der Bitte des württembergischen Königs, diesen bei der nächsten Heimreise nach Zürich in Stuttgart zu besuchen, kam er Ende Juli 1847 nach. Wilhelm I. kaufte ein fertiges Gemälde und bestellte noch drei weitere.

In Zürich stellte er in einer Ausstellung seine Gemälde und Skizzen vor, die er in Italien und Spanien gefertigt hatte.   
«Ganz überraschend war Meier’s Erscheinen mit einer Reihe von Gemälden und Zeichnungen, welche dem Kunstkenner und Geschichtsfreunde die merkwürdigsten und schönsten arabischen Bauwerke Siciliens und Spaniens in höchst gelungener Ausführung zur Anschauung bringen, so daß sich, nach dem Ausdrucke französischer Kritiker, sich an das Beste anreihen dürfen, was in diesem Gebiete der Kunst bis jetzt hervorgebracht wurde. Alles was vollständige Kenntniß der Perspektive, geschickte Auffassung des Gegenstandes, technische Fertigkeit in der Darstellung, tiefes Eindringen in den Geist dieser wunderbaren Kunstgebilde leisten konnten, findet sich in Meier’s Arbeiten vereinigt. Von ausgezeichneter Schönheit sind namentlich die gemalten Bilder und trefflichen Zeichnungen der berühmten Moschee zu Cordova, der Hallen und Höfe des Königsschloßes Alhambra und des Generalise zu Toledo...».
Anschliessend reiste er zur weiteren Erholung nach Interlaken und verbrachte dort einige Wochen, bis er im September 1847 wieder nach Paris reiste. Aufgrund der Februarrevolution 1848 in Paris beschloss er, vorerst zu seiner Familie nach Zürich zu reisen, dort beendete er sein letztes Gemälde, das Generalife, ein arabisches Lustschloss bei Granada, das sich vor der Alhambra befindet, die Auftragsarbeit für den württembergischen König. Im Juni 1848 reiste er wieder nach Interlaken, bis er über Genf, gemeinsam mit seinem Freund Franz Xaver Winterhalter, nach Chamonix-Mont-Blanc und von da aus zu seiner Familie nach Zürich fuhr. Dort verstarb er einigen Wochen später an einem Magenleiden.